# لی هه یونگ
لی هه یونگ (کره‌ای: 이혜영؛ زادهٔ ۲۵ نوامبر ۱۹۶۲) بازیگر اهل کره جنوبی است.
لی حرفه بازیگری خود را در سال ۱۹۸۱ در سن ۱۸ سالگی و از طریق تئاتر موزیکال صدای موسیقی آغاز کرد. از آن زمان تاکنون، او در تئاتر، فیلم و مجموعه‌های تلویزیونی مشغول فعالیت است. لی همچنین در درام‌های کره‌ای متاسفم، دوستت دارم (۲۰۰۴)، پسران فراتر از گل‌ها (۲۰۰۹) و به صدای قلبم گوش کن (۲۰۱۱) نقش مکمل ایفا کرده‌است.